# نيوكاسل (وايومنغ)
نيوكاسل (بالإنجليزية: Newcastle, Wyoming)‏ هي مدينة تقع في الولايات المتحدة في مقاطعة ويستون، وايومنغ. يقدر عدد سكانها بـ 3,532 نسمة ومساحتها 6.60 كم2 وترتفع عن سطح البحر 1,319 متر.

## التركيبة السكانية
قام مكتب تعداد الولايات المتحدة بتحديد بيانات التركيبة السكانية لنيوكاسل في تعداد الولايات المتحدة. في ما يلي، التركيبة السكانية حسب تعدادي 2000 و2010.

### تعداد عام 2000
بلغ عدد سكان نيوكاسل 3,065 نسمة بحسب تعداد عام 2000، وبلغ عدد الأسر 1,253 أسرة وعدد العائلات 844 عائلة مقيمة في المدينة. في حين سجلت الكثافة السكانية 1,242.1 نسمة لكل ميل مربع (479.6/كم2). وبلغ عدد الوحدات السكنية 1,458 وحدة بمتوسط كثافة قدره 590.9 نسمة لكل ميل مربع (228.1/كم2).
وتوزع التركيب العرقي للمدينة بنسبة 1.66% من الهسبانيون أو اللاتينيون من أي عرق.
بلغ عدد الأسر 1,253 أسرة كانت نسبة 30.4% منها لديها أطفال تحت سن الثامنة عشر تعيش معهم، وبلغت نسبة الأزواج القاطنين مع بعضهم البعض 54.0% من أصل المجموع الكلي للأسر، ونسبة 10.1% من الأسر كان لديها معيلات من الإناث دون وجود شريك، وكانت نسبة 32.6% من غير العائلات. تألفت نسبة 28.4% من أصل جميع الأسر من أفراد ونسبة 13.0% كانوا يعيش معهم شخص وحيد يبلغ من العمر 65 عاماً فما فوق. وبلغ متوسط حجم الأسرة المعيشية 2.88، أما متوسط حجم العائلات فبلغ 2.35.
بلغ العمر الوسطي للسكان 40 عاماً. وكانت نسبة 24.3% من القاطنين تحت سن الثامنة عشر، وكانت نسبة 7.9% بين الثامنة عشر والأربعة وعشرون عاماً، ونسبة 24.7% كانت واقعةً في الفئة العمرية ما بين الخامسة والعشرون حتى والأربعة وأربعون عاماً، ونسبة 24.5% كانت ما بين الخامسة والأربعون حتى الرابعة والستون، ونسبة 18.6% كانت ضمن فئة الخامسة والستون عاماً فما فوق. يوجد لكل 100 أنثى 93.1 ذكر، ويوجد لكل 100 أنثى في الثامنة عشر من عمرها فما فوق 91.5 ذكر.
بلغ متوسط دخل الأسرة في المدينة 29,873 دولار، أما متوسط دخل العائلة فبلغ 36,929 دولار. وكان متوسط دخل الذكور 31,222 دولار مقابل 16,628 دولار للإناث. وسجل دخل الفرد الخاص بالمدينة 15,378 دولار.

### تعداد عام 2010
بلغ عدد سكان نيوكاسل 3,532 نسمة بحسب تعداد عام 2010، وبلغ عدد الأسر 1,439 أسرة وعدد العائلات 868 عائلة مقيمة في المدينة. في حين سجلت الكثافة السكانية 1,385.1 نسمة لكل ميل مربع (534.8/كم2). وبلغ عدد الوحدات السكنية 1,663 وحدة بمتوسط كثافة قدره 652.2 لكل ميل مربع (251.8/كم2).
وتوزع التركيب العرقي للمدينة بنسبة 3.4% من الهسبانيون أو اللاتينيون من أي عرق.
بلغ عدد الأسر 1,439 أسرة كانت نسبة 27.2% منها لديها أطفال تحت سن الثامنة عشر تعيش معهم، وبلغت نسبة الأزواج القاطنين مع بعضهم البعض 47.0% من أصل المجموع الكلي للأسر، ونسبة 8.9% من الأسر كان لديها معيلات من الإناث دون وجود شريك، بينما كانت نسبة 4.4% من الأسر لديها معيلون من الذكور دون وجود شريكة وكانت نسبة 39.7% من غير العائلات. تألفت نسبة 34.7% من أصل جميع الأسر من أفراد ونسبة 13.3% كانوا يعيش معهم شخص وحيد يبلغ من العمر 65 عاماً فما فوق. وبلغ متوسط حجم الأسرة المعيشية 2.86، أما متوسط حجم العائلات فبلغ 2.24.
بلغ العمر الوسطي للسكان 39.6 عاماً. وكانت نسبة 22% من القاطنين تحت سن الثامنة عشر، وكانت نسبة 8.9% بين الثامنة عشر والأربعة وعشرون عاماً، ونسبة 25.7% كانت واقعةً في الفئة العمرية ما بين الخامسة والعشرون حتى والأربعة وأربعون عاماً، ونسبة 27.2% كانت ما بين الخامسة والأربعون حتى الرابعة والستون، ونسبة 16.2% كانت ضمن فئة الخامسة والستون عاماً فما فوق. وتوزع التركيب الجنسي للسكان بنسبة 53.9% ذكور و46.1% إناث.